# Díké
A Pécsi Tudományegyetem Állam- és Jogtudományi Karán működő Márkus Dezső Összehasonlító Jogtörténeti Kutatócsoport elektronikus folyóirata, a Δίκη – Díké (DOI: 10.15170/DIKE, ISSN 2631-1232) elsősorban, de nem kizárólagosan a komparatisztikai kutatások számára kíván publikációs fórumot biztosítani. A Kutatócsoport az európai jogi kultúra közös gyökereinek és értekeinek feltárására irányuló kutatások mellett nyitott a jogösszehasonlítással összefüggő további tudományterületek felé is, miként ezt a kutatócsoport eddigi tudományos rendezvényei is igazolhatják. A nyitottság és a kooperáció jegyében a folyóirat készséggel biztosít publikációs lehetőséget a hazai és külföldi kutatók, oktatók, doktoranduszok tanulmányai, közleményei és recenziói számára. 
A folyóirat évente két lapszámmal jelentkezik 2017 óta. A Díkét indexálja az MTA Könyvtára, EPA OSZK, DOAJ, HeinOnline, ERIH PLUS, Zeitschriften Datenbank és a Niedersächsische Staats- und Universitäsbibliothek Göttingen.